# Hotel Oriente

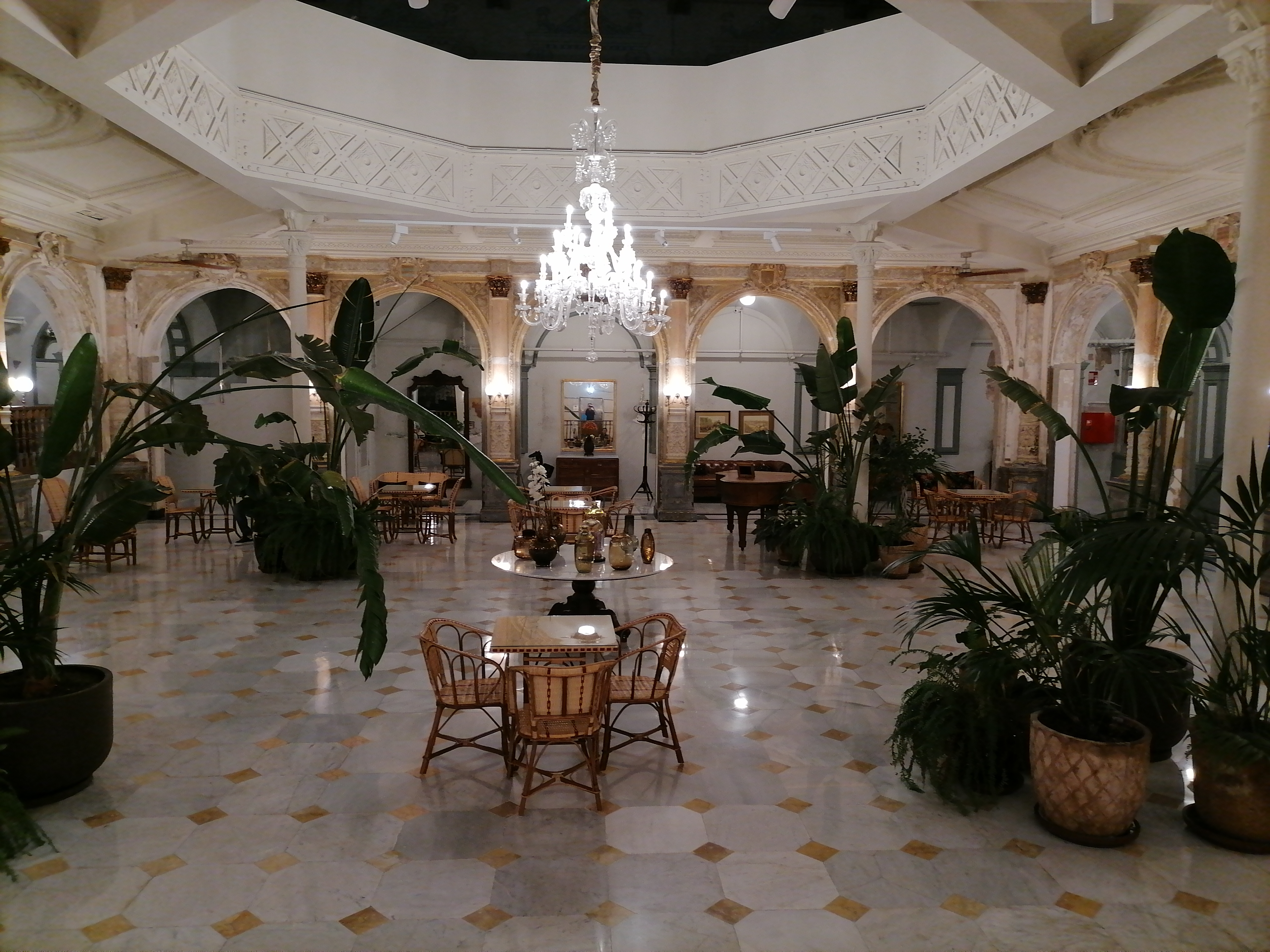
Interior del Hotel Oriente.

El Hotel Oriente es un hotel de la ciudad Barcelona, protegido como bien cultural de interés local.
Ubicado en el distrito de Ciutat Vella, la Gran Fonda de Oriente es un edificio entre medianeras situado en la esquina norte de la manzana delimitada por La Rambla, la plaza de San José y las calles Nueva de la Rambla, de San Ramón, del Marqués de Barberá y de la Unión.

## Historia
Durante la Edad Moderna, el Raval y, en concreto, su fachada hacia la Rambla acogió la construcción de numerosos establecimientos de religiosos que rehuían la angosta ciudad vieja. En 1652 los franciscanos, "framenors" en catalán, fundaron en aquel lugar el colegio de San Bonaventura para acoger a los estudiantes de cánones, teología y filosofía. Este edificio, edificado gracias a la generosidad de Pablo Canales, sería construido en dos fases: en la primera, entre 1652 y 1670, se levantaron el claustro y el refectorio; en la segunda, a partir de 1779, el maestro de casas municipal Pere Serra y Bosch, construyó la iglesia y otras dependencias anexas siguiendo las alineaciones impuestas para el nuevo bulevar proyectado en la Rambla. Con la Desamortización de Mendizábal, en 1835 los frailes menores abandonaron el edificio, que sería destinado a dependencias policiales hasta 1838. Ese mismo año se instalaría la Maquinista Terrestre y Marítima, hasta que en 1841 vendería el edificio al hostelero italiano Franco Durio. Este convertiría el colegio en un hotel conocido como la Gran Fonda de Oriente, que abriría sus puertas el 21 de abril de 1842.
En septiembre de 1862 se alojó en la Fonda Oriente Hans Christian Andersen, en su viaje por España. Posteriormente el hotel habilitó el Salón de las Sirenas, con frescos de Ramón Casas.
En 1882 el edificio sería totalmente reconstruido por Julio Marial según un proyecto de Eduard Fontserè y Maestros firmado el año anterior. El nuevo edificio que sustituyó el colegio solo conservó en su interior la estructura del antiguo claustro y refectorio, destruyendo el resto de dependencias. El claustro fue convertido en lo que hoy se conoce como Salón Condal, un espacio ricamente ornamentado por los decoradores Eduard Alentorn, Rafael Atché y Josep Carcassó. En 1925 abrió sus puertas, en los bajos del hotel, la Granja Oriente, un café decorado por Antoni Utrillo que sería definitivamente destruido en 1986. En 1929 la fachada fue reestructurada mediante la construcción del falsa galería de arcos de madera adosados al entresuelo y la planta baja.
Durante la Guerra Civil el hotel fue colectivizado y reconvertido en hospital militar y banco de sangre. La última bomba caída sobre Barcelona detonó encima del hotel, que sufrió graves desperfectos. El entonces propietario, José Gaspart, hizo reconstruir el ala afectada y, tras recuperar el mobiliario (que había sido requisado) reabrió las puertas del establecimiento.

## Descripción
Dispone de dos fachadas afrontadas en la Calle de la Unión y en la Rambla (desde donde se produce el acceso principal), aunque la parcela ubicada en la esquina pertenece a una finca independiente.
De planta irregular, la estructura en alzado del edificio comprende semisótano, planta baja, entresuelo, tres pisos y azotea transitable.
Las dos fachadas de la casa estructuran sus aperturas en ejes verticales y horizontales de ritmo regular y de dimensiones decrecientes, dispuestos en dos niveles compositivos diferenciados: el primer nivel, consistente en un basamento revestido de madera que incluye la planta baja y el entresuelo; y el segundo nivel, que comprende el resto de pisos. La planta baja se abre a la calle por medio de grandes portales adintelados revestidos con escaparates de madera. Entre portal y portal se levantan unas altas pilastras de madera de capitel jónico, fuste a cuarterones y con base de latón dorado. Estas pilastras sostienen visualmente una falsa galería de arcos, también de madera, adosados a la fachada de obra. Estos arcos, con los perfiles moldurados y con las enjutas decorados a base de volutas vegetales y estrellas de cinco puntas con coronas reales dentro de un medallón. El acabado policromo de esta falsa galería de arcos es generalizado, pero se hace más evidente en las enjutas de la entrada principal, adornados con dos ángeles de tamaño natural con las alas desplegadas y sus túnicas al vuelo: el uno sostiene una corona de laurel y el otro toca una trompeta triunfante. La puerta principal, protegida por una marquesina semicircular de nula entidad añadida a mediados del siglo XX, presenta sus pilastras revestidas de piedra pulida. El portal articula su enmarcado de madera con unos montantes en forma de pilastra toscana y un entablamento sosteniendo un frontón roto de formas curvilíneas. esta falsa galería de arcos es generalizada, pero se hace más evidente en las enjutas de la entrada principal, adornadas con dos ángeles de tamaño natural con las alas desplegadas y sus túnicas al vuelo: el uno sostiene una corona de laurel y la otro toca una trompeta triunfante. La puerta principal, protegida por una marquesina semicircular de nula entidad añadida a mediados del siglo XX, presenta sus pilastras revestidas de piedra pulida. El portal articula su enmarcado de madera con unos montantes en forma de pilastra toscana y un entablamento sosteniendo un frontón roto de formas curvilíneas.
El entresuelo, que como ya se ha dicho queda enmarcado por la galería de arcos, está formado por balcones con barandilla de forja a base de volutas y coronados por arcos escarzanos. El resto de aperturas de los tres pisos superiores se manifiestan en forma de balcón de puerta adintelada y montantes moldurados de estuco, con voladizos pétreos de escasa volada y barandillas de barrotes de forja. Las barandillas de los balcones del primer piso están adornadas con medallones de forja que muestran las siglas del hotel en relieves dorados. Para contrarrestar la monotonía de una fachada excepcionalmente larga y horizontal, el proyecto introdujo ciertas variaciones rítmicas: los montantes de los balcones de cada uno de los extremos, por ejemplo, son diferentes al resto y presentan los montantes en forma de cadenas de piedra. Asimismo, un par de tramos verticales de aberturas son flanqueados por pilastras de estuco y muros revestidos con una falsa sillería. Rematando la fachada hay una larga cornisa que alterna los respiraderos de la solera de la azotea transitable con ménsulas de estuco.
El claustro del antiguo convento de San Buenaventura se conserva integrado en la estructura interna del actual hotel, aunque enmascarado tras una ostentosa decoración decimonónica. Lo que hoy se conoce como "Sala Condal" no es más que la antigua estructura de este claustro, un patio cerrado por cuatro galerías cubiertas con bóvedas de arista y arcos de medio punto sobre pilares cuadrangulares. En la actualidad este espacio conserva la decoración clasicista a base de molduras y semicolumnas corintias de estuco policromo y dorado del que había sido salón principal del hotel. La característica principal de este espacio es que su techo presenta una gran apertura de planta octogonal (antes cerrada por una claraboya de vidrieras de color) que permite el acceso directo de luz natural y la comunicación con el piso superior, cubierto por una claraboya piramidal de acero y vidrio. Desde el piso superior se puede observar el interesante trabajo decorativo de las jácenas de celosía que enmarcan el hueco, al mismo tiempo que el revestimiento esgrafiado los muros del patio así como sus ventanas de vidrio esmerilado. El acceso a este nivel superior del claustro se realiza por medio de una escalera en dos tramos de mármol blanco y barandilla de forja negra con apliques y pasamanos de latón dorado situada en el vestíbulo principal. El arranque de esta escala se realiza flanqueando dos parejas de columnas jónicas con fuste de mármol verde.